# Плоскі (Нижньосілезьке воєводство)
Плоскі (пол. Płoski) — село в Польщі, у гміні Вонсош Ґуровського повіту Нижньосілезького воєводства.
Населення — 196 осіб (2011).
У 1975-1998 роках село належало до Лешненського воєводства.

## Демографія
Демографічна структура станом на 31 березня 2011 року:
|          | Загалом | Допрацездатний вік | Працездатний вік | Постпрацездатний вік |
| -------- | ------- | ------------------ | ---------------- | -------------------- |
| Чоловіки | 100     | 26                 | 63               | 11                   |
| Жінки    | 96      | 17                 | 46               | 33                   |
| Разом    | 196     | 43                 | 109              | 44                   |